# Mikroregion Rosário Oeste

Mikroregion Rosário Oeste

Mikroregion Rosário Oeste – mikroregion w brazylijskim stanie Mato Grosso należący do mezoregionu Centro-Sul Mato-Grossense.

## Gminy
- Acorizal
- Jangada
- Rosário Oeste